# Bulgaria ai Giochi della XX Olimpiade
La Bulgaria partecipò ai Giochi della XX Olimpiade che si sono svolti a Monaco di Baviera dal 26 agosto all'11 settembre 1972, con una delegazione di 130 atleti impegnati in 15 discipline per un totale di 92 competizioni. Il portabandiera fu il pallavolista Dimităr Zlatanov, alla sua seconda Olimpiade.
Il bottino della squadra fu di ventuno medaglie: sei d'oro, dieci d'argento e cinque di bronzo. Tre medaglie d'oro e tre d'argento vennero dal sollevamento pesi, disciplina dove la Bulgaria fu prima nel medagliere.

## Medaglie
| Medaglia | Nome                         | Sport              | Evento             |
| -------- | ---------------------------- | ------------------ | ------------------ |
| Oro      | Petar Kirov                  | Lotta greco-romana | Pesi mosca         |
| Oro      | Georgi Mărkov                | Lotta greco-romana | Pesi gallo         |
| Oro      | Georgi Kostadinov            | Pugilato           | Pesi mosca         |
| Oro      | Norair Nurikyan              | Sollevamento pesi  | Pesi mosca         |
| Oro      | Yordan Bikov                 | Sollevamento pesi  | Pesi medi          |
| Oro      | Andon Nikolov                | Sollevamento pesi  | Pesi medio-massimi |
| Argento  | Yordanka Blagoeva            | Atletica leggera   | Salto in alto      |
| Argento  | Diana Yorgova                | Atletica leggera   | Salto in lungo     |
| Argento  | Angel Angelov                | Pugilato           | Pesi welter        |
| Argento  | Stoyan Apostolov             | Lotta greco-romana | Pesi leggeri       |
| Argento  | Aleksandr Tomov              | Lotta greco-romana | Pesi super-massimi |
| Argento  | Ognian Nikolov               | Lotta libera       | Pesi mosca-leggeri |
| Argento  | Osman Duraliev               | Lotta libera       | Pesi super-massimi |
| Argento  | Mladen Kučev                 | Sollevamento pesi  | Pesi leggeri       |
| Argento  | Atanas Šopov                 | Sollevamento pesi  | Pesi medio-massimi |
| Argento  | Aleksandar Kraitchev         | Sollevamento pesi  | Pesi massimi       |
| Bronzo   | Ivanka Khristova             | Atletica leggera   | Getto del peso     |
| Bronzo   | Vasilka Stoeva               | Atletica leggera   | Lancio del disco   |
| Bronzo   | Fedia Damianov Ivan Burtchin | Canoa/kayak        | C2 1000 metri      |
| Bronzo   | Stefan Angelov               | Lotta greco-romana | Pesi mosca-leggeri |
| Bronzo   | Ivan Krastev                 | Lotta libera       | Pesi piuma         |

## Risultati

### Pallanuoto
| Atleta | Classifica |                     |
| --- | --- | ------------------- |
| V · D · M Nazionale maschile bulgara di pallanuoto · Giochi olimpici - Monaco di Baviera 1972 Naumov • Kovachev • Shpitser • T. Tomov • Brankov • Hristov • Yordanov • V. Tomov • Konstantinov • Popov • Runtov · CT : - | 11° |                     |
| Nazionale maschile bulgara di pallanuoto · Giochi olimpici - Monaco di Baviera 1972 | |                     |
| Naumov • Kovachev • Shpitser • T. Tomov • Brankov • Hristov • Yordanov • V. Tomov • Konstantinov • Popov • Runtov · CT: -                                                                                                | Naumov • Kovachev • Shpitser • T. Tomov • Brankov • Hristov • Yordanov • V. Tomov • Konstantinov • Popov • Runtov · CT: - | Bulgaria (bandiera) |